# 过门 (中式婚礼)
过门指女孩子从娘家的门过到婆家的门，泛指女子出嫁。在传统中式婚礼中,过门乃指从完成了拦门礼之后，至拜堂前为止所须举行的的一系列婚俗礼仪仪式。

## 仪式内容

### 避冲
中国不少地区都有新娘下轿时，由男方亲族中或邻层中全福人和喜娘扶新娘进门，新郎家的其他女眷暂时回避，等新娘进了大厅后才能见面。这种婚俗叫避冲，其来源和部分地区新娘上轿时因姑、嫂谐音孤(独)、扫(把星)而不让新娘姑嫂送行一样。

### 落轿
落轿又称落花轿，乃为花轿进新郎家大门后停于院中，男方要鸣炮三声，赞礼高唱落轿歌，其词一般为：“九宫八卦巧安排，升运驱魔又消灾。拜神除煞撒谷豆，迎得新娘进院来。” 

### 三箭定乾坤
此俗也乃满族遗风，融入中原汉文化后成为中式婚礼的一部分。花轿进了院门停好后，新郎要以三支无镞箭射花轿，或不用箭，只是虚射花轿， 三箭所射的分别为天煞、地煞以及轿煞，取“驱邪避煞”之意。

### 踢轿
踢轿又称跶轿门，此俗原来自民间传说桃花女斗周公的故事：周公为杀害新娘桃花女设下的七煞之五为下轿煞，桃花女则以下轿前先让新郎踢轿门的方式踢走此煞星，成功化解下轿煞，破解七煞之五。此俗逐渐演化成强调封建礼教中男尊女卑之仪：新娘下轿前，新郎踢轿门 (各地婚俗不同，有的踢一次，多数为踢三次)，以示新郎之威严和丈夫的权威，使新妇今后百依百顺，顺从易于驾御。

### 转席
转席又称传席、转毡、传毡。旧时中国民间信仰认为新娘脚与地接触会冲犯鬼神，故上轿时由娘家近亲背负，下轿时在所经之地铺上席子。因路长席短，须一路转移接铺，故称转席。也有用红毡代席，称转毡或传毡。此俗源于唐代就已流行，至宋代，不论贫贱富贵，娶媳时地上都有铺垫物，是毡、席、或袋任选，以家庭经济条件取舍，均以令新娘足不沾地为原则。当代中式婚礼中多用红地毯铺地。

### 下轿
古人认为镜子可以镇邪，所以新娘下轿时有专人手捧镜子照新娘，引导新娘跨鞍等一系列婚俗仪式。此外，新娘须将嫁妆箱柜之锁匙，托媒妁交给新郎家人，于稍后看嫁妆时打开以示见于天。

### 抛旱头
一些地区(多为北方地区)还有新娘下轿时抛旱头之婚俗：旱头是用缠有纸条的草扎成草人，将其撂、撇的目的是为避开马羊凶神，新娘下轿吉利，与桃花女斗周公中抛筛箩相仿。抛旱头时也要赞礼、送亲婆或迎亲婆吟吉语，如：“旱头一撇，新人下马，旱头一撂，新人下轿。”

#### 拉花堂
和抛旱头一样，拉花堂这个古老的传统中式婚俗礼仪现今也已不多见，只有部分(多为北方)地区尚有保留。旧时中国民间信仰认为扫帚是万根辟邪棒，所以于扫帚上缀上小面花、核桃、枣等食品，由男方亲属(多为新郎的姐夫)拿着，迎接新娘下轿，为新人祈福，预祝新人早生贵子。拉花堂时赞礼一般须同时吟吉语，在延安南部多为：“拉枣刺，拉枣刺，明年养个胖小子。”

### 坐劲
注重婚俗仪式的人家对新娘下轿的礼数也十分讲究，需请至少两名全福的男方女眷担任搀轿姑娘，多为四名，也有更多，但必须成双成对。搀轿姑娘从新房内出来，每人手拿一根点燃的红纸捻或红烛，排成两行行至轿门前，向轿内新娘子作揖打千，吟吉语请“新贵人下轿”，例如：“手拿纸捻喜开怀，四位姑娘两边排，袖笼伸出描花手，轿内请下贵人来。”中国很多地区有新娘子不能被请一两次就下轿的忌讳，不然婚后会被嘲笑为“这个新娘子性急，急着要看小女婿”好久。为避这个嫌，新娘子可以数请不动，这叫有“坐劲”（耐性）。每请一次新娘不下来，搀轿姑娘就要回新房重换红纸捻，再出来重吟吉语再从头“请新贵人下轿”。一般至少请三次，请四、五次后，新娘就必须该下轿了。此俗实际上多用于新娘家族地位比新郎家显赫，男方行此礼以示对女方家族成员的尊敬。家境拮据之人家则简化为由新郎亲自拉新娘下轿，重复三次之后新娘方才下轿。

### 下轿钱
此俗来源于之一为清朝皇帝婚仪：皇后乘凤舆入宫时，一手持金质双喜如意，一手持苹果，以谐音平安如意；要一直到了乾清门，才算到了皇帝之“家”。皇后在乾清宫阶下轿，交出手中的如意和苹果，怀抱一个金宝瓶行跨火盆之礼。此俗流传至民间演变成新娘于轿内手捧用较廉价的质材所制如意或两枚苹果，也有手捧内装五谷的瓷瓶(部分地区也有外加戒指的)，称为宝瓶。新娘下轿时夫家须用金银锞子各一，以左手金、右手银把新妇手中的如意、苹果或宝瓶换下来。这些金银锞子即下轿钱。锞子本是清代的一种金银度量单位。明末清初时代，白银按重量主要分为四种：最重的是元宝，每个重五十两；其次是中锭，也称小元宝，重约十两；第三类是锞子，重量多在五两以下；最轻的是滴珠，也叫福珠，是散碎的银子。从明朝万历年间直至清朝雍正元年知县每月俸禄账面之底薪也不过三两银，因此这种下轿钱只限于大富大贵人家，一般百姓负担不起。即便是富豪人家，这种下轿钱也非必须，而是根据当地婚俗可有可无：若当地婚俗为新娘空手不拿任何东西，则新郎家也不须给新娘任何金银锞子，肇因无吉祥物可换。
下轿钱之另一来源为新郎家为新娘准备的红包，于新娘下轿前先给轿内新娘，等新娘下轿时再由新娘赏给向新娘献桔子的男童。这种打赏完全是象征性的，肇因旧时献桔男童须为新郎家人，以能担任此礼仪性职务为荣耀，因此所收金钱数额很少，平民大众也负担得起，所以不管贫富，均行此礼。下轿钱最后来源为西部婚俗拉亲，即新人止于新郎家门前。这时只有与新娘随行新娘家的内亲儿童动脚步，新娘花轿才肯移动。为了让新娘早进家门下轿，新郎家的亲朋好友便会上前拉儿童进门。若儿童执意不肯走，拉亲者便会将喜钱红包塞到儿童的手中或衣袋内，儿童才会进人内，新娘也才会随之入内下轿。不管哪个来源，下轿钱于1950年后一度于中国大陆已趋绝迹，但近期又死灰复燃，且堕落成一个借机敛财和明目张胆的敲诈勒索之藉口的恶习陋俗，不但没有童男献桔仪式还狮子张大口讨要大笔下轿钱，肇因新娘父母要用下轿钱为儿子彩礼增资。

### 下轿礼
古时织布为劳动妇女从事的重要职业之一，下轿礼是新郎母亲将织布机杼递给新娘，由新娘家送亲女眷代新娘接下。此俗寓意乃祝新娘继承婆婆勤俭持家、勤奋劳动的中华传统美德。 

### 向新娘献桔/苹果/花馍
依各地不同婚俗，新娘下轿前男方须由新郎之兄弟或一童男手捧一只红漆喜盘，内装两颗桔子献给新娘，取其吉祥之意，敬请新娘下桥。新娘要轻摸一下橘子，然后赠红包答礼。这两颗桔子要留到晚上让新娘亲自来剥，意谓可招来长寿。也有地区献苹果，取其平安之意，或石榴，取其多子之意。若当地婚俗须新娘手持苹果，男方则须敬献苹果以外的不同水果。以面食为主食的西北地区也有不用鲜果，而用做成水果形状的花馍代替。

#### 向新娘献茶
除向新娘献桔/苹果/花馍外，很多地区也有向向新娘献茶之婚俗礼仪，缓解新娘因长途跋涉和饿嫁造成的口渴。献茶时不用茶杯，而用小茶壶，好让新娘直接用壶喝。此举颇似旧时演京戏时伶人的“饮场”之举。部分地区旧时有以酒代茶之习俗，但此时已非舒解新娘之口渴，而是考验新娘以后是否顺从：新郎姐姐或嫂子向新娘献酒时要看新娘是抓酒壶盖，还是抓酒壶把手，肇因旧时迷信，如新娘手抓酒壶盖就等于捂住了婆婆的嘴，今后厉害，会压制婆婆。所以若新娘手抓酒壶盖，嫂子或姐姐就要躲闪，防备不让新娘抓住酒壶盖，因此，下轿前新娘与端壶人你捂我躲互不相让，有的新娘脾气犟，不抓住酒壶盖就不下轿，没办法，婆家人只好屈尊忍让。这是过去中国妇女对封建礼教之压迫的象征性反抗。

### 过米筛
新娘下轿后露天时须由女方送亲人员于新娘头上持米筛遮日，有的地区米筛上还须有八卦图。原因是结婚当日新娘虽在娘家最大，但到了新郎家就不是了，按封建礼教位于公婆和丈夫之下。红伞象征万人之上之皇帝所御用的红顶金帷华盖，所以此时已不适用，但新娘仍需保护，且仍要遮住太阳以示不与天争大。而米篩上有千网孔，象征千只眼睛而能驱鬼辟邪，故以米篩遮人敬天，保护新娘。此俗再次反映了农耕社会中靠天吃饭，中国民间因此尊崇自然，认为天比人大，故有上轿撑红伞，下轿过米筛之说。但新娘若有孕，则须和上轿时一样用黑伞，是因旧时民间相信撑米筛会冲到胎神导致新娘流产，所以用黑伞保护新娘下轿。新娘下轿时，也须有男方一位有褔气之长辈扶。米筛则会被带入洞房，坐帐时用来覆床，及戳窗时用。

### 蹈婿鞋
蹈婿鞋又称踏夫鞋，是指部分地区的婚俗礼仪，为新娘下轿后必须要换上新郎的鞋子走进夫家去。因为鞋所取的是“偕”的音，所以象征夫妻日后会白头偕老。

### 提斗
新郎从迎娶队伍中接过新娘行踩斗礼时所用的麸斗，提着麸斗迎新娘下轿，寓意“富贵不离身”，因麸与“富”音近，以麸寓“富”，所以名“富贵斗”。这只富贵斗由新郎提着迎新娘下轿的寓意是“富贵迎富贵”。新人入新房后将麸斗放在洞房门口，寓意“富贵满门”。在特别讲究吉时良辰之家庭，如拜堂的吉时良辰未到，新娘则须坐在斗上面向其生辰八字所规定的方向等候。

### 跨火盆
又称迈火盆、过火盆。和踩瓦片的来源之一相同，此婚俗原来自民间传说桃花女斗周公的故事：周公为杀害新娘桃花女设下的七煞之六为入门煞，桃花女则以下轿后迈火盆和踩瓦片的方式驱走此煞星，成功化解入门煞，破解七煞之六。此婚俗另一来源为女方化解新郎破月之忌讳。中国民间信仰认为每个生肖在每年都有几个相对应的月份为破月，男子若在破月出生将会克妻子娘家，特别是岳母，所以有「男人破月破妻门，破得岳母头发昏」之说。新娘父母于订婚时完全可以依新郎之八字知道新郎会因破月出生克新娘娘家，而拒绝这门婚事，所以婚姻决定权在女方。但若新郎与新娘相配，家境也好，新娘父母大多不会只为新郎是破月出生而牺牲女儿的幸福而拒绝这门婚事，所以责任在女方，因此新娘必须负责起化解新郎因破月出生克新娘娘家的义务。而化解方法就是新娘跨火盆，具体做法是新郎家于大厅前置火盆(烘炉)，内燃木炭(或用檀香、茉草)，当火势正旺时，新娘右脚跨过火炉，俗称过火。过火盆在民间已演化成寓意去邪和象征以后的生活旺盛红火，不管新郎是否破月出生都会行此礼。民国以降西风渐进，西式婚礼流行，此俗以趋式微，肇因新娘着西式婚纱不便跨火盆，此礼便遭取消。依大部分地区的婚俗礼仪，跨火盆时须同时赞礼吟吉语，例如：“张灯结彩锣鼓起，喜娘报喜好运连。迈过火盆升宏运，日子红火缔良缘。”

### 踩瓦片
和迈火盆的来源之一相同，此婚俗也原来自民间传说桃花女斗周公的故事：周公为杀害新娘桃花女设下的七煞之六为入门煞，桃花女则以下轿后迈火盆和踩瓦片的方式驱走此煞星，成功化解入门煞，破解七煞之六。踩瓦片婚俗来源之二也和迈火盆的来源之二相似，也为化解破月之忌讳，但不同之处是此俗为化解新娘破月出生之忌讳。中国民间信仰认为女子如于破月出生命就「硬」，再加上于特定时辰出生，就更不吉利，轻则败光家产、重则克公婆或丈夫、子女，称之「铁扫帚、剪刀柄、破骨」，所以有「身带破骨衰家门」之说。化解之道为新娘亲自踩碎瓦片。踩瓦片婚俗来源之三为化解住宅风水里的“房煞”。具体做法是新郎家于大厅前跨火盆用的火盆和大厅之间置一枚瓦片，让新娘跨火盆后踩碎瓦片。踩瓦片婚俗于民间又被赋予了象征早生贵子、传宗接代的意义，肇因瓦在周朝以前还指纺车上的零件，而古时从事织布业者多为女子，中国民间因之以“弄瓦之喜”指生女。所以让新娘以踩碎瓦片来祈求生男孩以传宗接代、壮大家族。

### 新人忌踩门槛
忌踩门槛这一风俗始于先秦时期，那时按君臣礼仪，臣子出入君主的门户时不可踩门槛，只可侧身而行，门槛就成了地位尊卑之分，之后于民间逐渐演变为家族地位的门面和高低之分。因此，中国民间就有了门槛是祖先和当家人的头颈和脖子，不能踩，否则表示不敬之说。其次，旧时制门槛的木料与房屋正梁同材，即同一根木枋分正梁、门槛，盖房时须被风水先生施过法，使正梁有镇宅护平安之效，门槛有遮挡污物和避邪之效：门口上被施过法的门槛象征着竖立一道墙，将一切不好的东西例如鬼怪之类拒之门外，以保一家人的平安幸福。因而中国民间认为踩门槛是冲撞了家神，坏了自家的风水，甚至会妨死公婆，所以新人绝不可踩门槛而应横跨过去。如果有不在乎此忌讳，性格刚烈之新娘踢门槛以压倒夫家气势，而新郎家却又十分在意此忌讳，认为新媳将占上风，两家甚至免不了要会为此争吵一番。化解方法和新娘意外采到门槛一样，须请木匠换新门槛，将换下的旧门槛烧掉。若新娘有身孕或来经，则须将跨马鞍用的马鞍放在门槛上，肇因古时中国民间信仰认为孕妇和经期妇女有血，代表血光之灾，须罩住门槛以防相冲。中国很多地区民俗认为跨双门槛或多道门槛的新娘有离异再婚之嫌，故而非常忌讳。受此俗影响，新娘下轿后若须过多道门，例如四合院的多进院子，除了拜堂大厅的门槛之外，其它所有门槛均须被拆除，等婚礼结束后才能装回。

### 跨马鞍
跨马鞍之婚俗礼原为北朝胡俗，流传至今。由于各地婚俗不同，跨马鞍之礼也不尽相同。在有抱瓶婚俗之地，新娘手中抱着宝瓶跨过马鞍。没有抱瓶婚俗之地，因新娘手中无宝瓶，须在马鞍上系一瓶，让新娘跨过。马鞍须配瓶之因乃为取其谐音“平安”。也有部分地区于鞍上再系上一串制钱，新娘跨过时寓意“前（钱）进平安”。由于现代社会车辆已取代骑马，现今所用马鞍已非旧时皮制马鞍，而是朱红漆的木制马鞍。跨马鞍之俗于唐宋融于汉族民间信仰而盛行汉人间，除了祈求平安外，也被赋予了更多寓意，其一为辟邪之效：马鞍将牛头马面压在下面，使它们不得对新娘有所侵犯。程朱理学兴起后，跨马鞍的另一寓意为代表封建礼教守节所倡“好马不备二鞍，好女不嫁二男。” 只要新娘跨过马鞍就能和丈夫终一不二，偕老到头。受此说影响，有的地区会把马鞍放在门槛上，一来遮住门槛，使新娘无法踢踩门槛，二来当新娘前脚迈入门槛，后脚抬起还没有落下的时候，这时由全福人把马鞍抽掉，寓意“烈女不嫁二夫，好马不配双鞍”。依大部分地区的婚俗礼仪，跨马鞍时赞礼须同时吟吉语，例如：“幸福路上跨马鞍，平安吉祥代代传。”

### 撒揣怀钱
各地婚俗不同，新娘该如何对待男方给的揣怀钱也不一样。部分地区新娘下轿后不必撒揣怀钱，只需带在身上纯粹为讨个吉利，婚礼后可留着为嫁妆或私房钱增资。但也有地区的婚俗是揣怀钱于婚礼后须归还夫家的，特别是新郎家经济条件较差之际，这和经济条件较差的新娘家会于婚礼后取回新娘的压腰钱是一样的。部分地区新娘下轿后则须撒揣怀钱，但撒时只撒男方所给之部分。若揣怀钱全为新娘娘家所出，男方必须将撒出的揣怀钱以匹配压箱钱或抓喜钱等方式退还给新娘。同样，撒揣怀钱时不能撒压腰钱，肇因压腰钱是新娘娘家给新娘的私房钱，不是男方给新娘的。部分地区若新娘把揣怀钱撒到婆婆身上，公婆则会更高兴。撒揣怀钱于不同地区又称撒喜钱。

### 爬头结婚
爬头结婚是指新郎先于其兄长结婚，未婚兄长被“爬头”。旧时因相同原因和大姨裙一样受到忌讳。同大姨裙一样，新人入厅堂时时须从未婚兄长的裤裆或裙下通过，以示违反了封建礼教之长幼尊卑，有所得罪。同新娘比其兄长、姐姐先成婚一样，部分地区也有新郎未婚兄长、姐姐也不可目睹新人出门、过门，须暂时回避至位置较高如到上一层楼的地方之忌讳。此一婚俗礼仪现于中国广大农村地区仍然广为流传，倒不一定是为加强封建礼教家庭伦理之长幼尊卑或迷信：当兄长因忙于工作而尚未结婚，新娘家又用兄长之工作收入为弟弟的彩礼增资，新人行爬头婚之婚俗礼仪象征对未婚兄长的感谢之举。

### 戴戒指
戒指在中国至今已在中国流行了两千多年。不同于西方，戒指在中国并非定情信物，也非装饰，而是作为繁衍的提示，并有禁戒、约束之意。中医认为经期、孕期、身体有恙时行房对健康不利，而中国古代民间信仰更是认为经期和孕期中的女人身体不洁，如男人与之接触会有晦气。古代皇帝后宫众多，为了迅速直观的了解每位后宫妃嫔当天的身体状况，以决定皇帝当夜是否宠幸，自汉以降就用戒指作为标记，经过众多朝代演化成宫廷例制：每位妃嫔进宫会被发给一金一银两枚戒指。身体有恙或已被宠幸过的妃嫔须将银戒指戴在右手，身体无恙且尚未被宠幸过的妃嫔须将银戒指戴在左手，以示她今晚可以陪皇帝侍寝。经期中的妃嫔须将金戒指戴在左手，孕期中的妃嫔须将金戒指戴在右手。此俗流传至宫外民间时被简化：即使是大富大贵的豪门人家之妻妾也远远没有皇帝的嫔妃那么多，所以每位妻妾是否有病和是否怀孕可一目了然，因而银戒指原在帝王后宫的作用已不存在于民间人家。同样，金戒指的原在帝王后宫的作用在民间人家也减少了一半，但由于经期不能像生病那样一目了然，金戒指作为指示妻妾正处于经期时的功能得以保存，因而中国民间借其谐音戏称金戒指为经戒止，即经期间戒房事，须停止行房。由于各地婚俗不同，戴戒指的习俗也不同。部分地区只有新娘戴戒指，部分地区则新郎新娘都戴戒指。戒指来源也因各地婚俗而异，有的是男方提供新娘戒指，女方提供新郎戒指，有的是新郎新娘的戒指都由男方提供。有抱瓶婚俗之地区则多在宝瓶中置一金一银两枚戒指，引喻新娘像皇后嫔妃进皇城一样进院门，像皇后嫔妃进宫一样堂屋拜堂，和像皇后嫔妃进寝宫一样进洞房。此俗和新郎着官服，新娘着凤冠霞帔一样，乃民间借名人为新娘祈福又一例。

### 牵巾礼
新人戴好戒指之后须行牵巾礼，即新人同牵一条正中间系着绣球和中国结的通心锦，直至拜堂和磕头礼完毕。通心锦为红色锦带，新人各牵一端以示男女通心，象征夫妇永结同心。大部分地区行牵巾礼时，赞礼会同时吟吉语，例如：“红巾尽压绣花仙，南北东西礼是先。琥珀顶平香烛下，将来披在贵人肩。抿刷子，出身高，先周汤来禹舜尧。今日学士来开面，蟾宫折桂步步高。”此俗源于唐朝，比喻择妻的成语“幕里红丝”也同样来源于此：相传唐朝宰相张嘉贞欲纳风姿俊美，很有才华的郭元振为婿，便让他的五个女儿藏在幕后，各牵一根红丝留在幕外。郭元振伸手牵着一根，是张嘉贞三女所牵，就娶其为妻。这又是民间借用名人故事以为新人祈福之例。
至此，过门中的一系列婚俗礼仪方算完成，新人才可以开始拜堂了。